# Monstruo (álbum)
Monstruo es el segundo álbum de estudio de la cantante chilena Cami. Fue lanzado, en su primera parte, el 15 de noviembre de 2019, y su segunda parte, el 6 de marzo de 2020 por Universal Music Chile. 
La primera de sus canciones, «La entrevista» fue dada a conocer por primera vez en el Festival Internacional de la Canción de Viña del Mar. El lanzamiento del disco fue aplazado por el estallido social de 2019 en Chile.
Fue nominado a los Premios Grammy 2021, en la categoría Mejor Álbum Latino de Rock o de Música Alternativa, y obtuvo el galardón a Disco del Año en la primera edición de los Premios Musa. Además, fue seleccionado por Billboard como uno de los 25 mejores discos latinos del 2020.

## Antecedentes
Si bien Cami lanzaría el disco con fecha 31 de octubre de 2019, las manifestaciones sociales en Chile a contar del 18 de octubre provocaron que se aplazara, pues se unió a la situación que vivía su país en aquel entonces. Sin embargo, el disco fue lanzado en dos partes, que incluirían una parte de "cielo" y otra de "infierno".

## Promoción

### Sencillos
- «La entrevista» fue lanzada como el primer sencillo del álbum el 1 de marzo de 2019, la misma noche de su presentación en el Festival Internacional de la Canción de Viña del Mar.
- «Aquí estoy» fue lanzada como el segundo sencillo del álbum el 21 de junio de 2019. Esta canción recibió el premio a Canción del Año en los Premios Pulsar y fue parte de la publicidad de Banco de Chile. Fue una de las canciones que Cami cantó junto a Alba Reche en uno de sus conciertos. Cami agregó a "Aquí estoy" una segunda parte, llamada "La tiradera", que solo se ha dado a conocer en sus conciertos en vivo.
- «La despedida» fue lanzada como el tercer sencillo del álbum el 13 de septiembre de 2019. Esta canción fue dedicada por Cami, en 2020, a la familia de Antonia Barra, víctima de delitos sexuales, para lo cual le dedicó unas palabras en el Cosquín Rock. A su vez, fue la canción que escogió cantar en los Premios Grammy Latinos en 2019.
- «Vuelvo» fue lanzada como el cuarto sencillo del álbum el 15 de noviembre de 2019. Esta canción fue interpretada por Cami en distintos conciertos online realizados en medio de la pandemia por el coronavirus.
- «Funeral» fue lanzada el 18 de enero de 2020 y fue la primera canción de la segunda parte de Monstruo. Es la única colaboración del disco, junto al cantante argentino Wos, y fue nominada a Canción del año en la primera edición de los Premios Musa.

## Lista de canciones
| Monstruo |                         |                                                        |                              |          |  |
| N.º      | Título                  | Escritor(es)                                           | Productor(es)                | Duración |  |
| 1.       | «Intro»                 | Cami, Lalo Iensen, Sebastián Krys                      | Sebastián Krys               | 0:42     |  |
| 2.       | «La entrevista»         | Cami                                                   | Sebastián Krys, Ximena Muñoz | 2:30     |  |
| 3.       | «Vuelvo»                | Cami, Sebastián Krys, Ximena Muñoz                     | Sebastián Krys               | 2:43     |  |
| 4.       | «Aquí estoy»            | Cami, Sebastián Krys, Ximena Muñoz                     | Sebastián Krys               | 2:34     |  |
| 5.       | «Esta Canción»          | Cami, Troy Scott, Álvaro Rodríguez                     | Sebastián Krys, Ten Towns    | 3:14     |  |
| 6.       | «La Despedida»          | Andrea Sandoval, Cami, Juan de Dios Martin, Luis Mitre | Sebastián Krys, Juan de Dios | 3:09     |  |
| 7.       | «Pena Negra»            | Cami, Lalo Iensen                                      | Sebastián Krys, Ali Stone    | 2:40     |  |
| 8.       | «Espero Que Seas Feliz» | Cami, Lalo Iensen                                      | Sebastián Krys               | 3:21     |  |
| 9.       | «Funeral» (con Wos)     | Cami, Sam Hanson, Valentín Oliva, Ximena Muñoz         | Sebastián Krys               | 3:41     |  |
| 10.      | «Tú Siempre»            | Cami, Sebastián Krys, Ximena Muñoz                     | Sebastián Krys               | 2:33     |  |
| 11.      | «Mala Leche»            | Cami, Sebastián Krys, Ximena Muñoz                     | Sebastián Krys               | 3:15     |  |
| 12.      | «Monstruo»              | Cami, Sebastián Krys, Ximena Muñoz                     | Sebastián Krys               | 3:02     |  |
| 33:24    |                         |                                                        |                              |          |  |

## Posicionamiento en listas
| País (Lista 2020)   | Posición más alta |
| ------------------- | ----------------- |
| Argentina (CAPIF)   | 1                 |
| Chile (FIMI CL)     | 1                 |
| España (PROMUSICAE) | 82                |

## Certificaciones
| Territorio | Organismo certificador | Certificación       |
| ---------- | ---------------------- | ------------------- |
| Chile      | IFPI — Chile           | Diamante 5X Platino |

## Premios y nominaciones
| Año  | Premio             | Categoría                                       | Trabajo             | Resultado | Ref.  |
| ---- | ------------------ | ----------------------------------------------- | ------------------- | --------- | ----- |
| 2019 | FM Dos Awards 2019 | Disco del año                                   | Monstruo Pt. 1      | Ganadora  | [ 4 ] |
| 2019 | FM Dos Awards 2019 | Concierto del año                               | Monstruo Tour       | Ganadora  | [ 4 ] |
| 2020 | Premios Pulsar     | Canción del año                                 | "Aquí estoy"        | Ganadora  | [ 5 ] |
| 2020 | Premios Pulsar     | Álbum del año                                   | Monstruo Pt. 1      | Nominada  | [ 6 ] |
| 2020 | Premios Musa       | Canción del año                                 | "Funeral" (con Wos) | Nominada  | [ 7 ] |
| 2020 | Premios Musa       | Disco del año                                   | Monstruo            | Ganadora  | [ 7 ] |
| 2021 | Premios Grammy     | Mejor Álbum Latino de Rock o Música Alternativa | Monstruo            | Nominada  | [ 8 ] |
| 2021 | Premios Pulsar     | Canción más tocada en las radios                | "Aquí estoy"        | Ganadora  | [ 9 ] |